# Eraclea

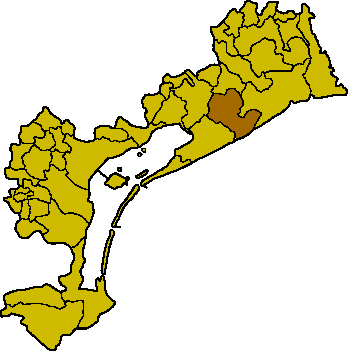
Ubicación del municipio de Eraclea en el Venecia.

Eraclea es una localidad italiana de la provincia de Venecia, región de Véneto, con 12 004 habitantes.

## Evolución demográfica
| Gráfica de evolución demográfica de Eraclea entre 1861 y 2001 |
|                                                               |
| Fuente ISTAT - elaboración gráfica de Wikipedia               |